# نلی‌واپتان
نلی‌واپتان (انگلیسی: Nelivaptan) یک داروی آزمایشی آنتاگونیست گیرنده وازوپرسین غیرپپتیدی انتخابی، خوراکی فعال و انتخابی برای زیرگروه V1B است. این دارو برای درمان اضطراب و افسردگی وارد آزمایش‌های بالینی شده بود.